# Miljenko Zgrablić
Miljenko Zgrablić (Zagreb, 19. travnja 1927. – Rijeka, 2009.), poznati hrvatski liječnik iz Rijeke, internist nefrolog i medicinski povjesničar. Područje njegova stručnog i znanstvenog interesa bila je nefrologija. Unutar nje osobito se bavio dijagnostikom i liječenjem akutnog i kroničnog zatajivanja bubrega, infekcijama uropoetskog sustava, EPH gestozama i njihovim liječenjem, arterijskom hipertenzijom. Bio je načitan erudit, ljubitelj dobre knjige i vlasnik respektabilne knjižnice.

## Životopis
Rođen je 19. travnja 1927. u Zagrebu od roditelja, prognanika iz Istre od strane talijanskih vlasti još iz 1920. godine. Djed je rođen u Zgrablićima kraj Pazina, mati Ljubica – Amalia u Rijeci, a otac Josip u Puli. Miljenko je pohađao gimnaziju. Počeo je u Istarskom internatu u Krku, a maturirao je u Zagrebu 1946. godine. U Zagrebu je upisao Medicinski fakultet i diplomirao 1952. Odsluživši vojni rok, vratio se u Rijeku i završio pripravnički liječnički
staž. U Raši je bio rudarski liječnik do 1956. godine. Naokn toga specijalizira internu medicinu kod Silvija Novaka u Sušačkoj
bolnici. Na Klinici za unutarnje bolesti Medicinskog fakulteta u Zagrebu položio je 1960. specijalistički ispit. Asistent u bolnici na Sušaku na Klinici za unutarnje bolesti Medicinskog fakulteta u Rijeci. Članom prve ekipe za ekstrakorporalnu hemodijalizu u Hrvatskoj. U Lyonu 1963. subspecijalizirao se za tzv. umjetni bubreg. Dogodine se vratio u Rijeku i na Internoj klinici osnovao i vodio prve peritonejske dijalize u Hrvatskoj. S kolegom Jerkom Zecom i ostalim suradnicima vodio prve hemodijalize na "umjetnom bubregu". Osnovao i vodio Odsjek nefrologije u Rijeci. Na Sušaku od godine 1968. i Odjel za nefrologiju bolnici Sušak. U Rijeci osnovao i Nefrološku sekciju koju je vodio i bio članom središnjeg odbora Nefrološke sekcije Hrvatskoga liječničkog zbora. Na riječkoj Nefrologiji je 1969. otvorio posebni odjelni laboratorij. Od 1973. primarijus. 1980. godine znanstveni asistent Katedre za internu medicinu. Godine 1983. doktorirao na Medicinskom fakultetu Sveučilišta u Rijeci disertacijom Funkcija bubrega nakon EPH-gestoze. Od 1985. do 1989. docent Katedre za internu medicinu, nakon čega je savjetnik Klinike. 
Mnogo je dr Zgrablić energije posvetio edukaciji studenata, srednjeg te višega medicinskog kadra. Dugo godina predavao po srednjim i višim medicinskim školama u Rijeci. Od
1958. do 1975. koordinirao cjelokupnom nastavom tzv. šestog stupnja na riječkom Medicinskom fakultetu. Od 1986. do 1992. i stalni nastavnik dodiplomskog i poslijediplomskog studija iz područja nefrologije. U mirovini od 1992., Ali, na Medicinskom fakultetu u Rijeci predavao je sve do 1996. godine. Bio je stalni konzilijarni liječnik i savjetnik na mnogim klinikama, ambulantama na terenu, voditelj organizacijskih poslova.
Jedan dugogodišnjih i najaktivnijih članova Hrvatskoga znanstvenog društva za povijest zdravstvene kulture i suradnik u časopisu AMHA – Acta medico-historica Adriatica.

## Djela
Napisao više od šezdeset stručnih i znanstvenih radova, dvije knjige iz područja interne medicine i ginekologije, nekoliko udžbenika za srednje i više medicinske škole od kojih je osobito uspješan s petnaest dopunjenih izdanja udžbenik Anatomija i fiziologija za medicinske škole. Bavio se i poviješću medicine i na istraživanjem medicinske prošlosti zavičaja pa je objavio knjigu, kruna njegova istraživanja medicinske povijesti zavičaja Korijeni i povijest interne medicine u Rijeci i niz radova u stručno-znanstvenoj literaturi.

## Nagrade
Primio niz priznanja i nagrada Medicinskog fakulteta u Rijeci, Medicinskog fakulteta u Zagrebu, Sveučilišta u Zagrebu i Ministarstva zdravstva Republike Hrvatske za svoj sveukupni rad, stručnu, nastavnu i znanstvenu djelatnost.